# Narcissus gigas
Narcissus gigas là một loài thực vật có hoa trong họ Amaryllidaceae. Loài này được (Haw.) Steud. mô tả khoa học đầu tiên năm 1841.